# Number the Brave
Number the Brave è l'undicesimo album in studio del gruppo rock inglese Wishbone Ash, pubblicato nel 1981.

## Tracce
Side 1
1. Loaded – 4:11
2. Where Is the Love – 3:20
3. Underground – 4:16
4. Kicks on the Street – 4:17
5. Open Road – 5:21

Side 2
1. Get Ready – 3:15
2. Rainstorm – 4:55
3. That's That – 3:05
4. Roller Coaster – 3:19
5. Number the Brave – 4:56

## Formazione
- Andy Powell - chitarra, voce
- Laurie Wisefield - chitarra, voce
- John Wetton - voce, basso, tastiere
- Steve Upton - batteria